# シティ・ライツ (リー・モーガンのアルバム)
『シティ・ライツ』（City Lights）は、アメリカ合衆国のジャズ・トランペット奏者、リー・モーガンが1957年に録音・発表したスタジオ・アルバム。

## 解説
本作でモーガンのレコーディングに初参加したジョージ・コールマンは、B.B.キングのツアーに参加した後、シカゴを拠点としてアイラ・サリヴァンやジョニー・グリフィン等と共演しており、モーガンとベニー・ゴルソンがシカゴでコールマンのライヴを観たことからセッションに抜擢された。本作は1957年8月25日にニュージャージー州で録音されたが、参加メンバーのうちモーガン、コールマン、カーティス・フラーの3人は、同日にニューヨークでジミー・スミスのリーダー・セッション（後にスミス名義の『ハウス・パーティ』、『ザ・サーモン!』といったアルバムに収録された）でサイドマンを務めている。
スコット・ヤナウはオールミュージックにおいて5点満点中4点を付け「当時19歳のモーガンが、優れたサイドマン勢にも引けを取らないほどの好調ぶりを見せている」と評している。

## 収録曲
特記なき楽曲はベニー・ゴルソン作。
1. シティ・ライツ - "City Lights" - 5:46
2. テンポ・デ・ワルツ - "Tempo de Waltz" - 6:24
3. ユーア・マイン・ユー - "You're Mine You" (Johnny Green, Edward Heyman) - 6:03
4. ジャスト・バイ・マイセルフ - "Just by Myself" - 9:24
5. キン・フォークス - "Kin Folks" (Gigi Gryce) - 9:43

## 参加ミュージシャン
- リー・モーガン - トランペット
- ジョージ・コールマン - アルト・サクソフォーン、テナー・サクソフォーン
- カーティス・フラー - トロンボーン
- レイ・ブライアント - ピアノ
- ポール・チェンバース - ベース
- アート・テイラー - ドラムス